# Gonomyia matileana
Gonomyia matileana är en tvåvingeart som beskrevs av Alexander 1979. Gonomyia matileana ingår i släktet Gonomyia och familjen småharkrankar.
Artens utbredningsområde är Komorerna. Inga underarter finns listade i Catalogue of Life.